# Rheinhochwasser 1993

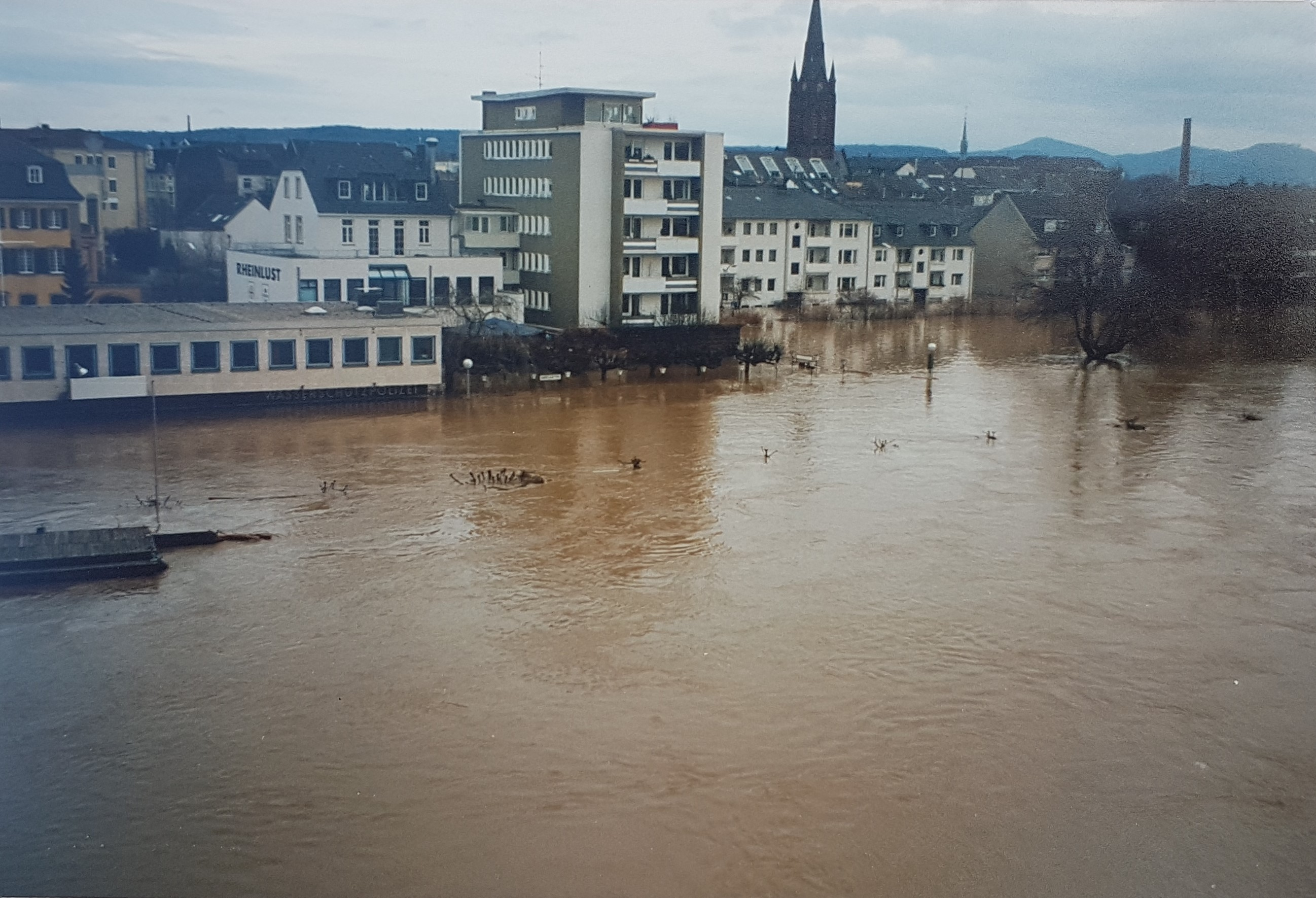
Bonn: Sicht von der Kennedybrücke auf das Beueler Ufer.

Das Rheinhochwasser 1993 (auch „Weihnachtshochwasser“ genannt) war ein Jahrhunderthochwasser des Mittelrheins und Niederrheins sowie weiterer Nebenflüsse (u. a. Mosel, Nahe, Neckar, Saar) im Südwesten Deutschlands im Dezember 1993 und Januar 1994.

## Wetterlage

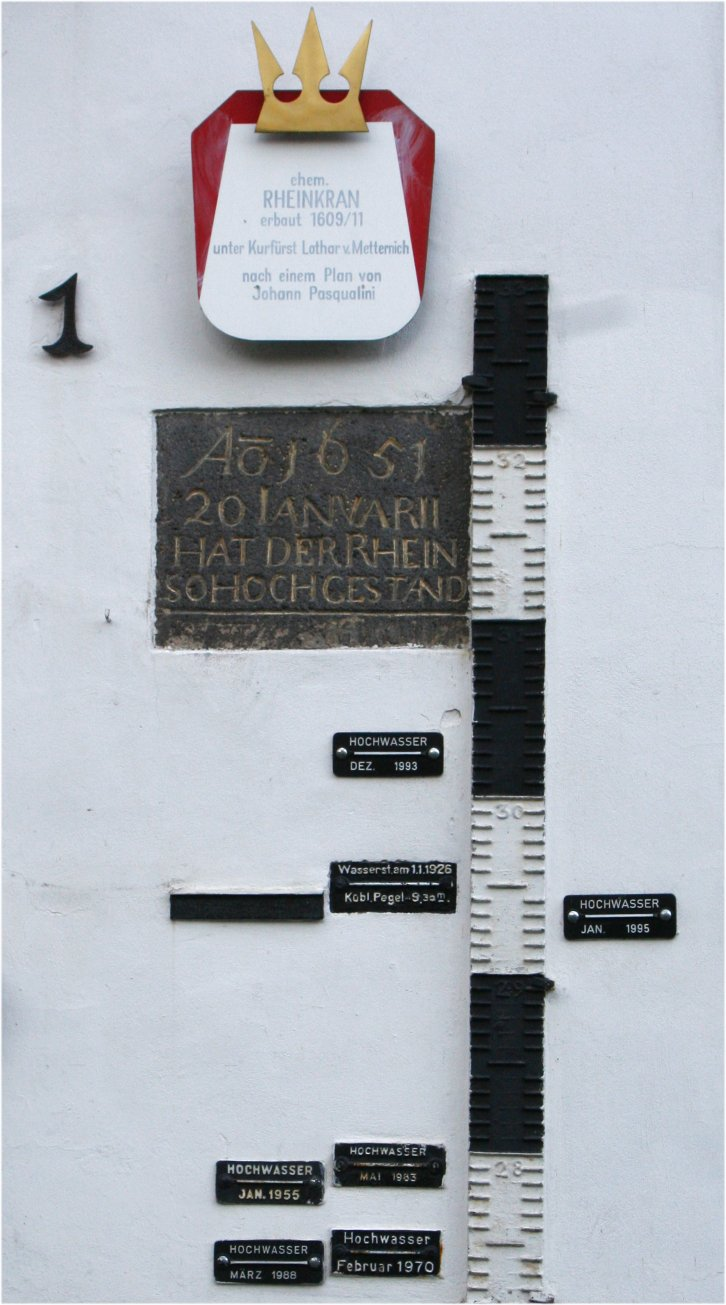
Pegelmarken in Koblenz mit dem Rekordwert von 1993

Bereits im September und Oktober 1993 fielen überdurchschnittlich hohe Niederschlagsmengen. Während des überwiegend trockenen aber kühlen Novembers ist nur eine geringe Verdunstung eingetreten. Anfang Dezember 1993 kam es im Einzugsgebiet des Rheins zu lang anhaltenden ergiebigen Niederschlägen, als eine Südwestströmung das Wetter bestimmte, sodass die Böden kein weiteres Wasser mehr aufnehmen konnten. Weitere Niederschläge zwischen dem 19. und 21. Dezember führten überwiegend zu einem oberirdischen Wasserabfluss. Zwischen dem 7. und 20. Dezember fielen etwa 200 % des langjährigen mittleren Niederschlages im Dezember.

## Verlauf

### Rhein

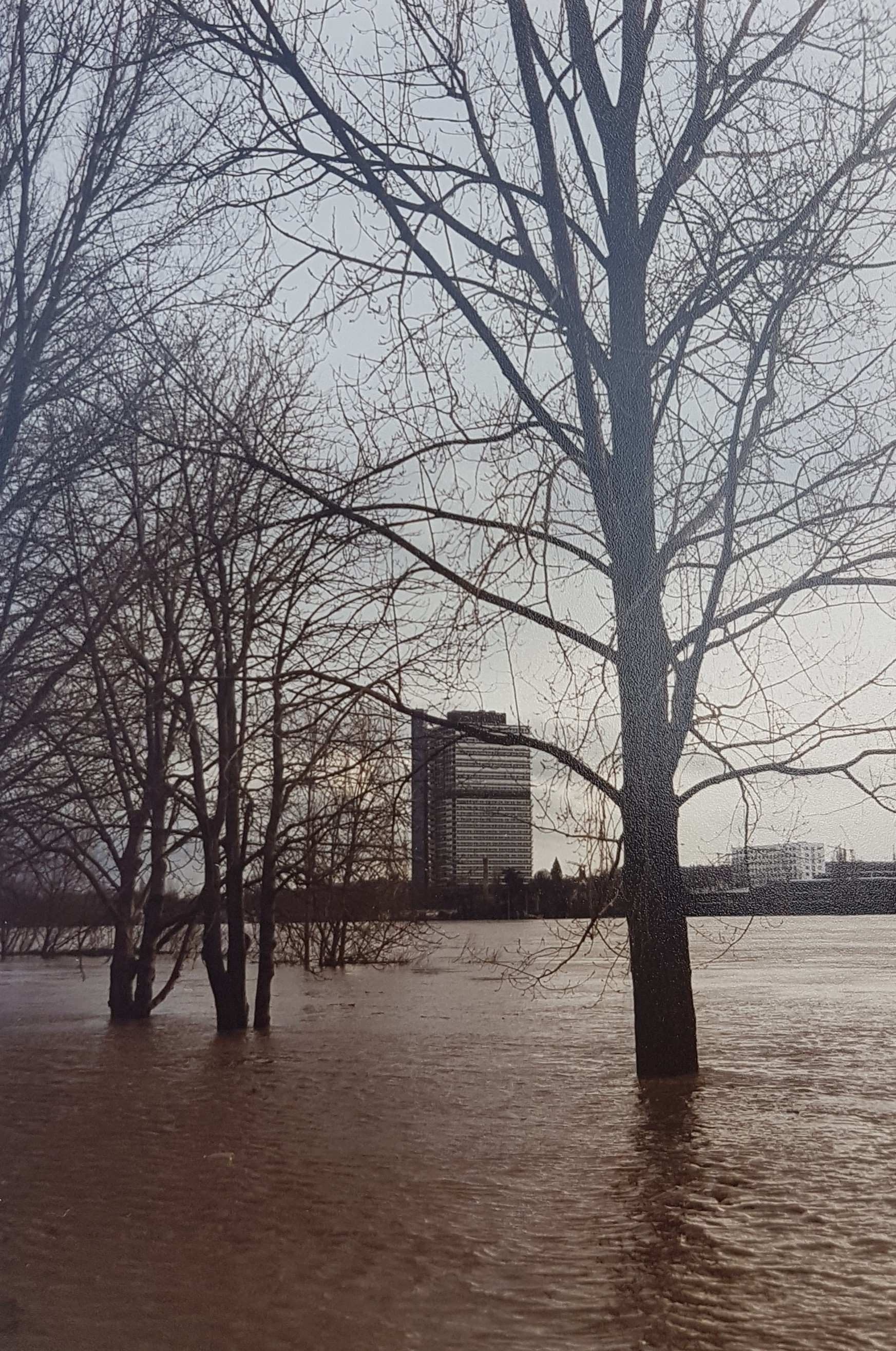
Sicht auf Bonn mit dem Langen Eugen vom Beueler Ufer aus.

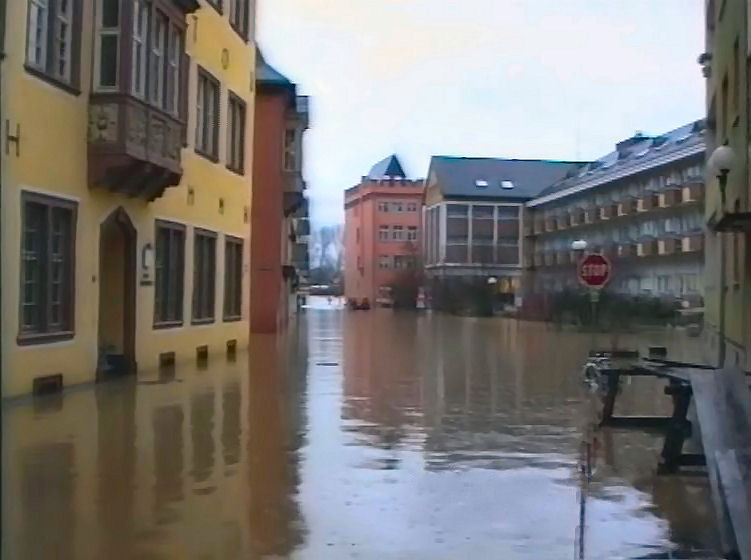
Hochwasser in der Koblenzer Altstadt

Das Hochwasser am Rhein machte sich erst ab der Neckarmündung bemerkbar. Der Abschnitt des Oberrheines oberhalb von Mannheim war von einem großen Hochwasser nicht betroffen. Durch das Hochwasser des Neckars entwickelte sich darauf der Pegel des Rheines zum 10-jährlichen Hochwasser. Der Main führte kein Hochwasser. Durch den Zufluss der Nahe mit einem extremen Hochwasser ab Bingen entwickelte sich daraus ein 25-jährliches Hochwasser. Der Zufluss der Mosel, dessen Scheitel Koblenz am 23. Dezember erreichte, traf zeitgleich auf den Scheitel des Rheines. In Koblenz stieg der Rhein-Pegel auf 9,52 Meter (der höchste Stand seit 1784 mit 10,20 m) und ein Viertel des Kernstadtgebiets stand unter Wasser. In Bonn wurde am 25. Dezember 1993 mit 10,13 Meter der höchste Pegelstand des 20. Jahrhunderts gemessen, dort lief die Baustelle des Schürmann-Baus voll, wodurch ein Bauschaden in Millionenhöhe entstand. Am Pegel Köln blieb die Flut am 24. Dezember 1993 mit 10,63 Meter knapp unter den Rheinhochwassern von 1926 und 1995. Da Köln linksrheinisch nur bis zu einem Pegelstand von 10,00 m bzw. Rodenkirchen nur bis ca. 8,40 m geschützt war, im Gegensatz zu Köln rechtsrheinisch, das bis zu einem Pegelstand von 11,00 m geschützt war, jeweils inklusive des Einsatzes mobiler Spundwände, wurden Teile der Altstadt sowie der Südstadt und viele rheinnahe Stadtteile wie etwa Rodenkirchen im Süden oder Kasselberg im Norden zum Teil großräumig überflutet. Insgesamt waren allein in Köln weit über 100.000 Menschen direkt von den Überflutungen betroffen.

### Mosel
Trier, das nach dem Zusammenfluss von Mosel, Saar und Sauer liegt, verzeichnete am 22. Dezember einen Pegel von 11,28 m. An der Sauer wurde das bisher höchste Hochwasser gemessen. An der unteren Mosel wurde das höchste Hochwasser seit 1784 gemessen, siehe dazu: Hochwasser 1784. In Bernkastel-Kues wurde die Moselbrücke wegen Einsturzgefahr gesperrt. In einer zweiten Hochwasserwelle am 8. Januar stieg der Pegel in Trier nochmals auf 9,40 m.

### Nahe
Auch an der Nahe kam es zu einem Jahrhunderthochwasser. Es erreichte am 21. Dezember 1993 seinen Scheitelpunkt. Zwischen dem 20. Dezember 1993 um 18:00 Uhr und dem 21. Dezember 15:00 Uhr stieg der Pegel der Nahe in Bad Kreuznach auf einen Stand von 5,75 m auf 8,39 m und übertraf damit den des Jahrhunderthochwassers von 1918. Das Kurgebiet und die Innenstadt wurden überschwemmt, wobei Altstadt und Neustadt voneinander getrennt wurden. Der Schaden an öffentlichen Gebäuden betrug ca. 20 Mio. DM. Die Innenstadt von Kirn wurde ebenfalls überschwemmt.

## Folgen

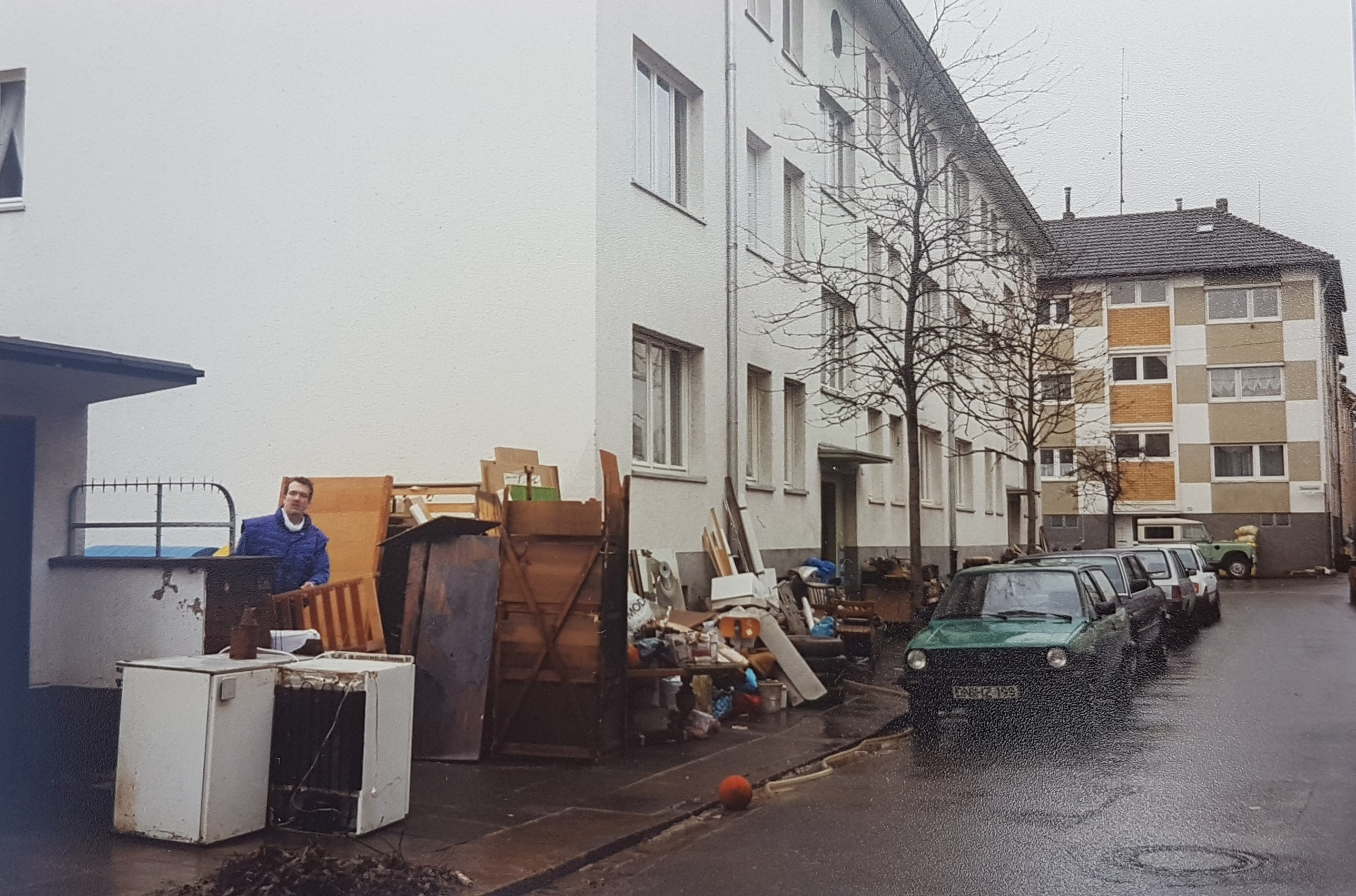
Anwohner stellten die durch das Hochwasser beschädigten und zerstörten Gegenstände aus den Kellern für den Sperrmüll auf die Straße.

Die Gesamtschäden des Rheinhochwassers 1993 wurden auf 400–500 Millionen Euro geschätzt. Nachdem es bereits 1995 wieder zu Höchstständen gekommen war, intensivierten die Bundesländer Nordrhein-Westfalen, Rheinland-Pfalz und Hessen die Zusammenarbeit untereinander und mit Frankreich, um ein Hochwasserschutzprogramm zu realisieren, das u. a. den Bau von Poldern und Rückhaltebecken vorsah.